# Kovioci
Kovioci (cyr. Ковиоци) – wieś w Serbii, w okręgu rasińskim, w gminie Brus. W 2011 roku liczyła 127 mieszkańców.